# Amblyopone saundersi
Amblyopone saundersi là một loài kiến trong phân họ Amblyoponinae, loài đặc hữu của New Zealand.